# Étang de Marcillé-Robert
L'étang de Marcillé-Robert est une étendue d'eau d’Ille-et-Vilaine à l'ouest de la Guerche de Bretagne, sur la rivière Seiche.

## Topographie
L'étang est un vaste plan d'eau douce de 95 hectares (2,2 kilomètres de long, 0,4 kilomètre de large).

## Hydrographie et histoire
L'étang est le réceptacle du cours d’eau de la Seiche et de l'Ardenne. La digue retenant les eaux a été édifiée au niveau d'un éperon rocheux en schiste et elle fut rehaussée à plusieurs reprises au cours de l'histoire (par exemple en 1108 le seigneur Robert de Marcillé la fit rehausser afin d'élever le niveau d'eau de l'étang dans le but de renforcer les défenses du château).
Les seigneurs propriétaires du château étaient aussi propriétaires de l'étang, par exemple le duc de la Trémoille en fut le dernier propriétaire sous l'Ancien Régime ; comme il émigra pendant la Révolution française, l'étang fut vendu comme bien national. La nécessité du passage de la digue pour les transports terrestres permettait aux seigneurs de faire payer un tribut à ceux qui l'empruntaient.
L'étang, très poissonneux, était fréquenté par les pêcheurs, notamment pour la pêche à l'anguille.

## Description

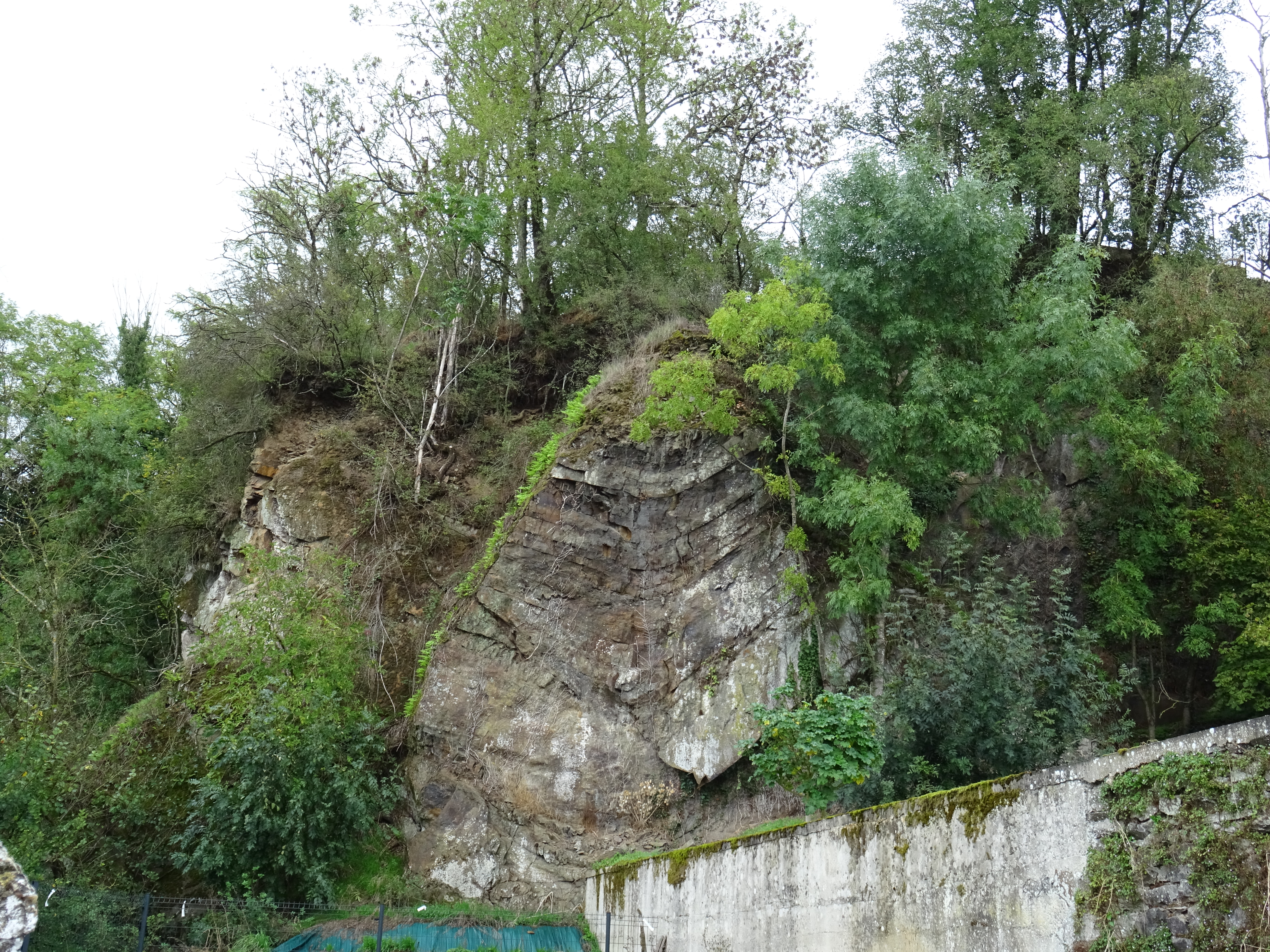
La barrière rocheuse à proximité de la digue de retenue des eaux de l'étang de Marcillé-Robert.
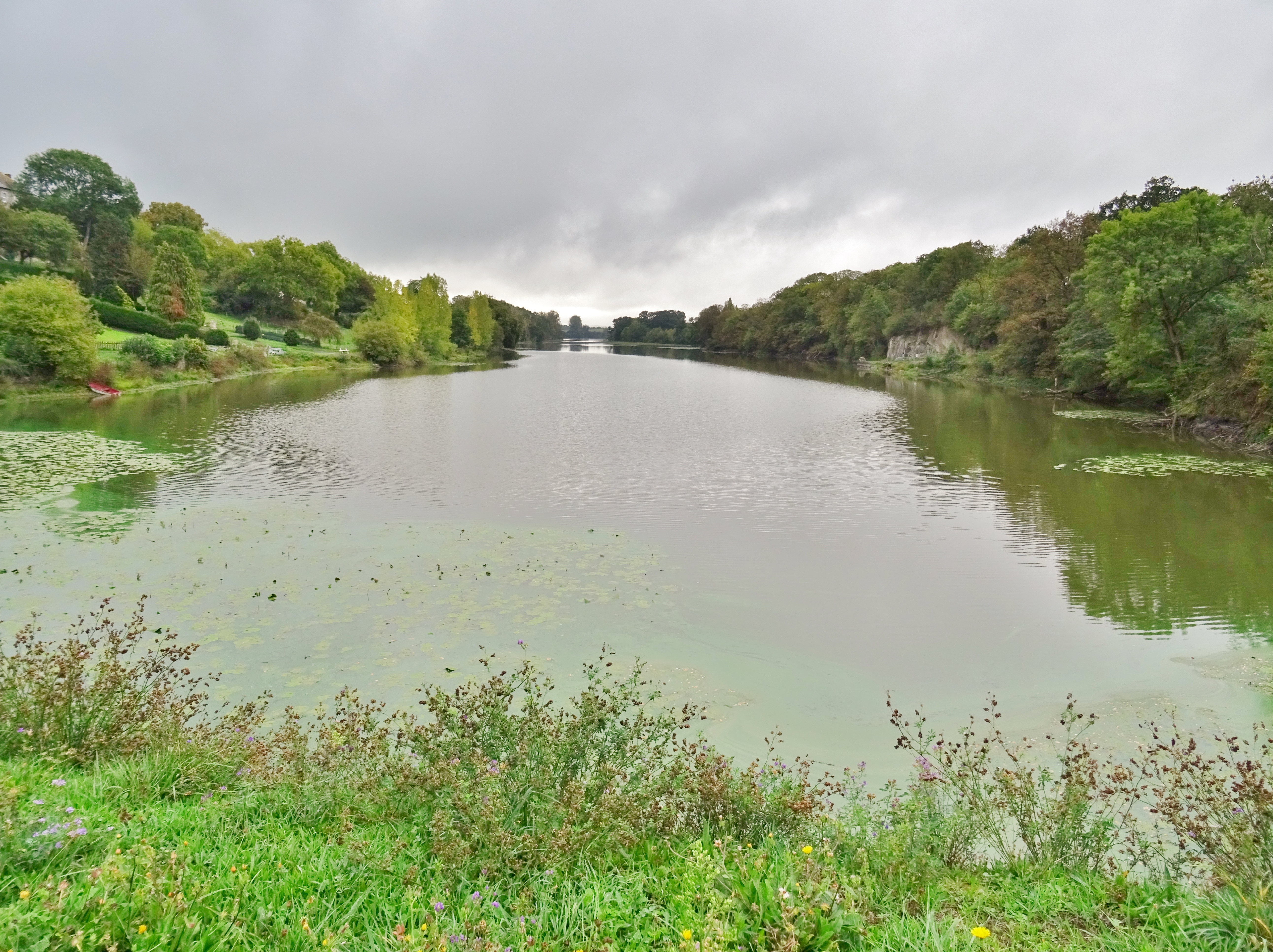
L'étang de Marcillé-Robert vu depuis la digue de retenue des eaux, située à l'ouest du bourg.
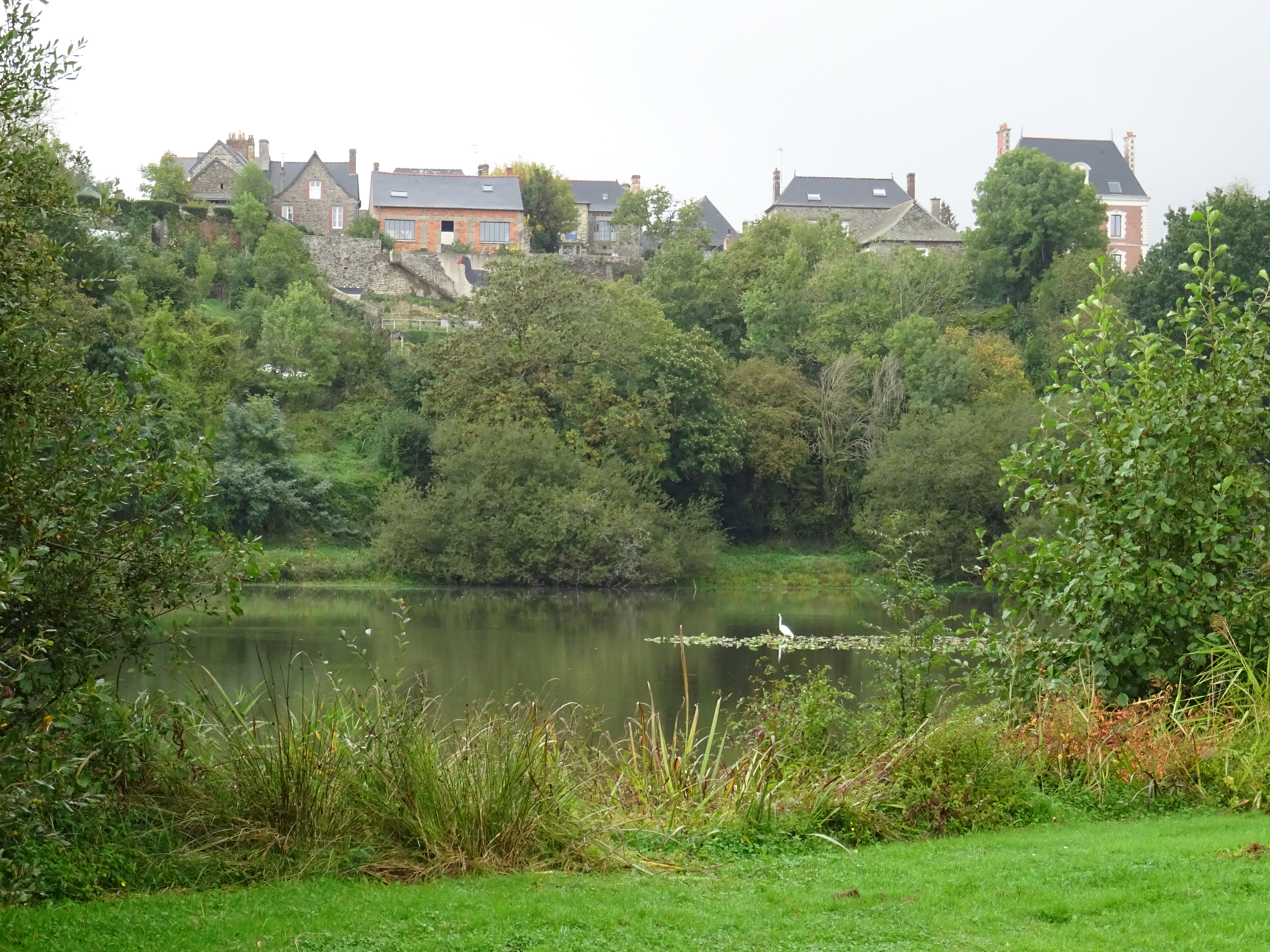
Le bras Est (celui de la Seiche) de l'étang de Marcillé-Robert, dominé par le bourg de Marcillé-Robert, vu depuis le lieu-dit "Le Rachat".
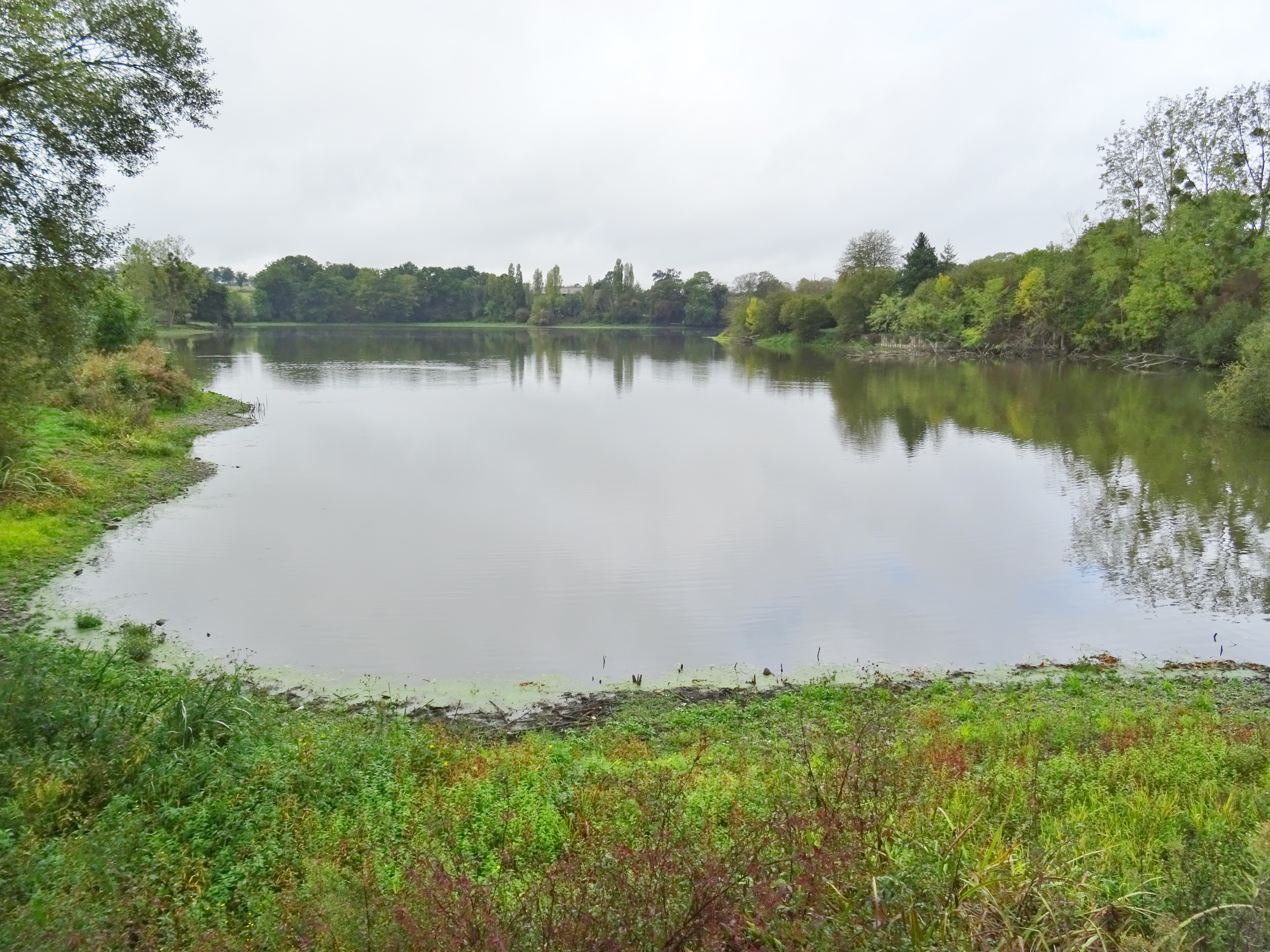
L'étang de Marcillé-Robert vu en direction de l'Ouest depuis le pont le franchissant situé entre les Bas Gats et le Rachat.

## Finalités
C'est un espace naturel sensible du conseil général d'Ille-et-Vilaine depuis 1982, qui abrite une forte communauté d'oiseaux migrateurs et de canards sauvages, car il se situe sur un axe migratoire.

## Faune et flore de l'étang
L'étang accueille de nombreuses espèces et figure à l'inventaire des ZNIEFF depuis 1971. Et est surtout intéressant pour les oiseaux d'eaux qu'on peut notamment observer en hiver : canards colverts, canards siffleurs, canards souchets, fuligules milouins,fuligules morillons, grèbes huppés, grands cormorans, mouettes rieuses, sarcelles d'hiver, vanneaux huppés, poules d'eau et foulques macroules.
C'est un des sites les plus riches pour les oiseaux hivernants d'Ille-et-Vilaine. Il accueillait ainsi plus de 550 individus, pour 15 espèces différentes au comptage Wetlands International de 2010.

## Qualité de l'eau de l'étang
Conformément à la directive-cadre sur l'eau, l'étang doit atteindre le bon état écologique de l'eau. Les évaluations effectuées montrent l'état écologique suivant :
| état écologique de la masse d'eau | 2010    | 2011    |
| --------------------------------- | ------- | ------- |
| état écologique                   | Mauvais | Mauvais |

Et des développements de cyanobactéries sont constatées certaines années.

## L'organisation administrative
L'étang se situe entièrement sur la commune de Marcillé-Robert.

## Site touristique et récréatif
L’étang sert pour la randonnée et la pêche.